# Malmousque

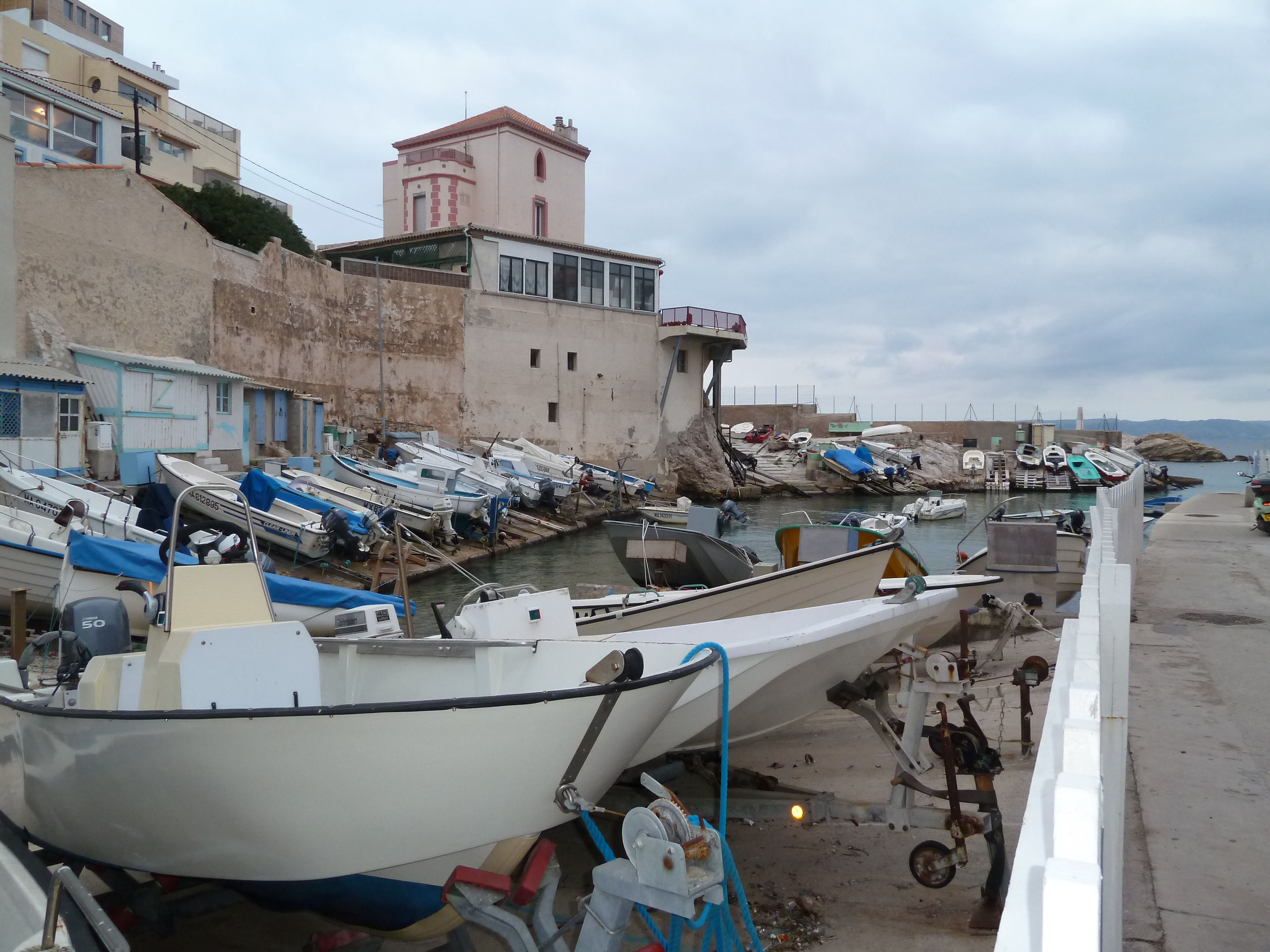
Anse de Malmousque

Malmousque ist ein Bezirk im Stadtviertel Endoume im 7. Arrondissement der südfranzösischen Stadt Marseille. Der kleine Ort mit seinen kleinen und gewundenen Gassen gilt als eines der schönsten Viertel von Marseille und seine in eine Felswand integrierten Villen bieten eine einmalige Aussicht auf das Meer.

## Bucht von Malmousque
Von der weitgehend unmittelbar entlang des Mittelmeers verlaufenden Corniche du Président-John-Fitzgerald-Kennedy führt neben dem Haus Nummer 110 eine kleine und beinahe unscheinbare Gasse namens Rue Malmousque, über deren Eingang ein schmiedeeisernes Schild mit der Aufschrift „Anse de Malmousque“ (dt. „Kleine Bucht von Malmousque“) angebracht ist, direkt zur Bucht von Malmousque.
Die Bucht beinhaltet einen kleinen Hafen, auf dessen Westseite sich ein militärisches Gelände befindet, das der Erholung von Soldaten der französischen Streitkräfte und der Fremdenlegion dient und nur diesen und ihren Angehörigen zugänglich ist.